# 甘誓
甘誓是傳說中夏朝的启在准备甘之戰討伐有扈氏时，在甘（今中国陕西省西安市鄠邑区）发布的战争动员令。
王曰：「嗟！六事之人，予誓告汝：有扈氏威侮五行，怠棄三正，天用剿绝其命，今予惟恭行天之罚。左不攻于左，汝不恭命；右不攻于右，汝不恭命；御非其马之正，汝不恭命。用命，赏于祖；弗用命，戮于社，予则孥戮汝。」
大意為；啊！六卿及將士們，我要向你們宣告：有扈氏違背天意，輕視五行，怠慢拋棄三正。上天因此要斷絕他們的國運，現在我只有奉行上天對他們的懲罰。戰車左邊的兵士如果不殺敵人，你們就是不奉行我的命令；戰車右邊的兵士如果不殺敵人，你們也是不奉行我的命令；中間駕車的兵士如果不駕車直往前衝，你們也是不奉行我的命令。服從命令的人，我就在先祖的神位前行賞；不服從命令的人，我就在廟堂前懲罰。我將把你們降為奴隸或殺掉。
對〈甘誓〉之五行、三正，歷來有多種解釋，鄭玄釋五行為「四時盛德所行之政」，三正為「天地人之正道」。又陸德明《經典釋文》引馬融曰：「建子、建丑、建寅，三正也。」偽孔安國傳釋五行為「五行之德，王者相承所取法」，三正同鄭釋。孔穎達釋五行為「仁義禮智信」之五常，三正同鄭釋。蘇軾釋五行同偽孔傳釋，指「以五行之德王」，三正同馬釋，指「正朔」，認為「自舜以前必有以建子建丑為正者」。林之奇之五行同孔釋，釋三正為「三綱」。時瀾釋五行為「五行之氣散在天地之間，秀者為人，偏者為萬物」，威侮五行為「殘虐生民，暴殄萬物」，三正同鄭釋。蔡沉之五行近同時釋，三正同馬釋。吳澄釋五行為「水火金木土」，是「民用所資」之五材，三正同馬釋。王充耘釋五行為《左傳》九功之「六府」，釋三正為《左傳》九功之「三事」。梁啟超以五行為「五種應行之道」，三正為「三種正義」。陳夢家以五行、三正為官吏。顧頡剛、劉起釪以五行為天上五星運行，代表天象，三正為王朝的大臣、官長。屈萬里取蘇釋之五行、三正，以白話文釋之，並以〈甘誓〉為戰國時人述古之作，五行、三正即是以戰國時期之用語追記古事之表現。
周洪謨〈周正辯〉認為「舜始終用堯之正朔也……至於禹承舜，亦以建寅為正，未聞其迭建子丑三正並用也。則子丑之正固非當時之制，有扈氏何為而怠棄之乎？」，主張三正非王朝之正朔，而是三極（天、地、人），《逸周書·小開武解》：「三極：一維天九星，二維地九州，三維人四左」、《逸周書·成開解》：「三極：一天有九列，別時陰陽，二地有九州，別處五行，三人有四佐，佐官維明」、三綱之類。